# Andrea Temesvári
Andrea Temesvári (* 26. April 1966 in Budapest) ist eine ehemalige ungarische Tennisspielerin.

## Karriere
Temesváris Profikarriere begann im Jahr 1981 und dauerte bis 1997 an. Ihr größter Erfolg war der Titelgewinn 1986 bei den French Open; mit Tennislegende Martina Navrátilová an ihrer Seite besiegte sie Steffi Graf und Gabriela Sabatini klar in zwei Sätzen (6:1, 6:2).
Die Ungarin sicherte sich zudem vier Einzel- und vier Doppeltitel auf der WTA Tour. Im Januar 1984 erreichte sie mit Rang 7 im Einzel ihre beste Platzierung in der WTA-Weltrangliste.
Temesvári bestritt insgesamt 47 Partien für das ungarische Fed-Cup-Team, dabei gelangen ihr 27 Siege.

## Turniersiege

### Einzel
| Nr. | Datum          | Turnier      | Kategorie      | Belag | Finalgegnerin  | Ergebnis |
| --- | -------------- | ------------ | -------------- | ----- | -------------- | -------- |
| 1   | 9. Mai 1983    | Perugia      | WTA World Tour | Sand  | Bonnie Gadusek | 6:1, 6:0 |
| 2   | 10. Juli 1983  | Hamburg      | WTA World Tour | Sand  | Eva Pfaff      | 6:4, 6:2 |
| 3   | 7. August 1983 | Indianapolis | WTA World Tour | Sand  | Zina Garrison  | 6:2, 6:2 |
| 4   | 27. Juli 1985  | Indianapolis | WTA World Tour | Sand  | Zina Garrison  | 7:6, 6:3 |

### Doppel
| Nr. | Datum            | Turnier      | Kategorie      | Belag           | Partnerin           | Finalgegnerinnen                     | Ergebnis       |
| --- | ---------------- | ------------ | -------------- | --------------- | ------------------- | ------------------------------------ | -------------- |
| 1   | 4. November 1984 | Zürich       | WTA World Tour | Teppich (Halle) | Andrea Leand        | Claudia Kohde-Kilsch Hana Mandlíková | 6:1, 6:3       |
| 2   | 3. November 1985 | Zürich       | WTA World Tour | Teppich (Halle) | Hana Mandlíková     | Claudia Kohde-Kilsch Helena Suková   | 6:4, 3:6, 7:5  |
| 3   | 7. Juni 1986     | French Open  | Grand Slam     | Sand            | Martina Navratilova | Steffi Graf Gabriela Sabatini        | 6:1, 6:2       |
| 4   | 22. Mai 1993     | Straßburg    | WTA Tier III   | Sand            | Shaun Stafford      | Jill Hetherington Kathy Rinaldi      | 6:75, 6:3, 6:4 |
| 5   | 30. Juli 1995    | Styrian Open | WTA Tier IV    | Sand            | Silvia Farina       | Alexandra Fusai Wiltrud Probst       | 6:2, 6:2       |

## Abschneiden bei Grand-Slam Turnieren

### Einzel
| Turnier         | 1981 | 1982 | 1983 | 1984 | 1985 | 1986 | 1987 | 1988 | 1989 | 1990 | 1991 | 1992 | 1993 | 1994 | 1995 | 1996 | Karriere |
| --------------- | ---- | ---- | ---- | ---- | ---- | ---- | ---- | ---- | ---- | ---- | ---- | ---- | ---- | ---- | ---- | ---- | -------- |
| Australian Open | —    | —    | —    | AF   | —    | —    | —    | —    | 3    | 2    | —    | —    | 2    | —    | —    | 1    | AF       |
| French Open     | 1    | 3    | AF   | 2    | 1    | 2    | —    | —    | 2    | 3    | 2    | —    | 1    | —    | 1    | 2    | AF       |
| Wimbledon       | —    | 3    | 3    | AF   | 2    | —    | —    | —    | 1    | 1    | 1    | —    | 1    | —    | 2    | —    | AF       |
| US Open         | —    | 3    | 3    | 3    | 2    | 2    | —    | —    | 3    | 1    | 1    | 1    | —    | 1    | 1    | —    | 3        |

### Doppel
| Turnier         | 1981 | 1982 | 1983 | 1984 | 1985 | 1986 | 1987 | 1988 | 1989 | 1990 | 1991 | 1992 | 1993 | 1994 | 1995 | 1996 | 1997 | Karriere |
| --------------- | ---- | ---- | ---- | ---- | ---- | ---- | ---- | ---- | ---- | ---- | ---- | ---- | ---- | ---- | ---- | ---- | ---- | -------- |
| Australian Open | —    | —    | —    | 2    | —    | —    | —    | —    | 1    | HF   | —    | 1    | 1    | —    | —    | 1    | —    | HF       |
| French Open     | 2    | 2    | —    | 2    | HF   | S    | —    | —    | HF   | VF   | 1    | —    | AF   | —    | 1    | 2    | 1    | S        |
| Wimbledon       | —    | 2    | AF   | 2    | VF   | —    | —    | —    | VF   | —    | 2    | —    | —    | —    | 2    | 2    | —    | VF       |
| US Open         | —    | 2    | AF   | AF   | 1    | AF   | —    | —    | 1    | 1    | 1    | —    | —    | 1    | 1    | 1    | —    | AF       |